# Byron Guamá
Byron Patricio Guamá de la Cruz (San Isidro, 14 de junio de 1985) es un ciclista ecuatoriano.
Cuatro veces ganador de la Vuelta Ciclista a Ecuador, su primer título lo obtuvo en 2004, con sólo 19 años.
En mayo de 2008 compitiendo para el equipo Espoli, fue el campeón de la Doble Sucre Potosí GP Cemento Fancesa en Bolivia. Ese mismo año fichó por el equipo mexicano Canel's-Turbo y venció en la 3.ª etapa de la Vuelta a Chihuahua.
Su equipo no participó de la Vuelta Ciclista al Ecuador 2008, pero Guamá llegó a un acuerdo para correrla por un equipo de su país EMAAP-CDP y obtuvo la segunda victoria individual.
En 2009 el equipo español Burgos Monumental-Castilla y León lo sumó a sus filas. Debutó con el equipo recién en marzo, en la Vuelta a México ya que por un problema de visado no podía viajar a Europa. Ese año participó del Campeonato del Mundo de Mendrisio, Suiza.
En 2010 renovó con el equipo español, ahora denominado Burgos 2016-Castilla y León
En noviembre compitiendo por el equipo Concentración Deportiva Pichincha de su país, venció por tercera vez en la Vuelta Ciclista al Ecuador y posteriormente fue anunciado que pasaría al nuevo equipo continental colombiano Movistar Team.

## Palmarés
| 2004 - Vuelta al Ecuador 2005 - 1 etapa de la Vuelta al Ecuador 2006 - 2 etapas de la Vuelta al Ecuador - 1 etapa de la Vuelta a Guatemala 2007 - Campeonato de Ecuador en Ruta - 1 etapa de la Vuelta a Guatemala - 1 etapa de la Vuelta al Ecuador 2008 - Doble Sucre Potosí GP,más 2 etapas - 1 etapa de la Vuelta a Chihuahua - Vuelta al Ecuador, más 4 etapas 2009 - 2 etapas de la Vuelta a Guatemala - 2 etapas de la Vuelta al Ecuador 2010 - Vuelta al Ecuador, más 5 etapas 2011 - 2 etapas de la Vuelta a Colombia - 2 etapa del Clásico RCN 2012 - Vuelta a la Sierra - Tour al Ecuador - 1 etapa de la Vuelta a Colombia - 1 etapa de la Clásica Internacional de Tulcán - 1 etapa de la Vuelta al Mundo Maya - 1 etapa de la Vuelta al Ecuador 2013 - 2 etapas de la Vuelta a Colombia - 3.º en Juegos Bolivarianos en Ruta | 2014 - 1 etapa de la Vuelta al Alentejo - Campeonato Panamericano en Ruta - 2.º en el Campeonato de Ecuador Contrarreloj - Campeonato de Ecuador en Ruta - 1 etapa del Clásico RCN 2015 - Vuelta a Río Grande del Sur, más 2 etapas - 1 etapa de la Vuelta a México - Campeonato Panamericano en Ruta - 1 etapa de la Vuelta a Venezuela 2016 - 1 etapa de la Vuelta a Río Grande del Sur - 1 etapa de la Vuelta a Venezuela - 1 etapa de la Vuelta a Guatemala 2017 - 3.º en el Campeonato de Ecuador en Ruta - 2 etapas de la Vuelta a Guatemala 2018 - 1 etapa de la Vuelta a Venezuela - 1 etapa de la Vuelta al Ecuador 2019 - 1 etapa de la Vuelta a Costa Rica 2020 - 3 etapas de la Vuelta al Ecuador 2021 - 2.º en el Campeonato de Ecuador en Ruta 2023 - 1 etapa de la Vuelta a Costa Rica 2024 - 1 etapa de la Vuelta a Guatemala - 1 etapa de la Vuelta a Costa Rica |